# Грб Јамалије
Грб Јамалије је званични симбол једног од субјеката Руске федерације са статусом аутономног округа — Јамалије. Грб је званично усвојен 13. октобра 2003. године.

## Опис грба
Грб се састоји од хералдичког штита, крунисаног круном, кога приджавају два поларна медвједа са стране. Поље хералдичког штита је у азурно-плавој боји на коме корача бијели (сребрни) ирвас, у чијој позадини се види поларна звијезда у горњем десном углу. 
Штит је крунисан са традиционалном регионалном златном круном, са посебном врстом златног пламена на средњем зубу и унутрашњом азурно-плавом капом. Носиоци грба су сребрни поларни медвједи са тамноцрвеним устима и црним носевима и канџама, који стоје на сребрном снијегом покривеном леднику, изнад азурне траке, која се појављује у обрасу који одговара бојама заставе Аутономног округа.